# Копролиты

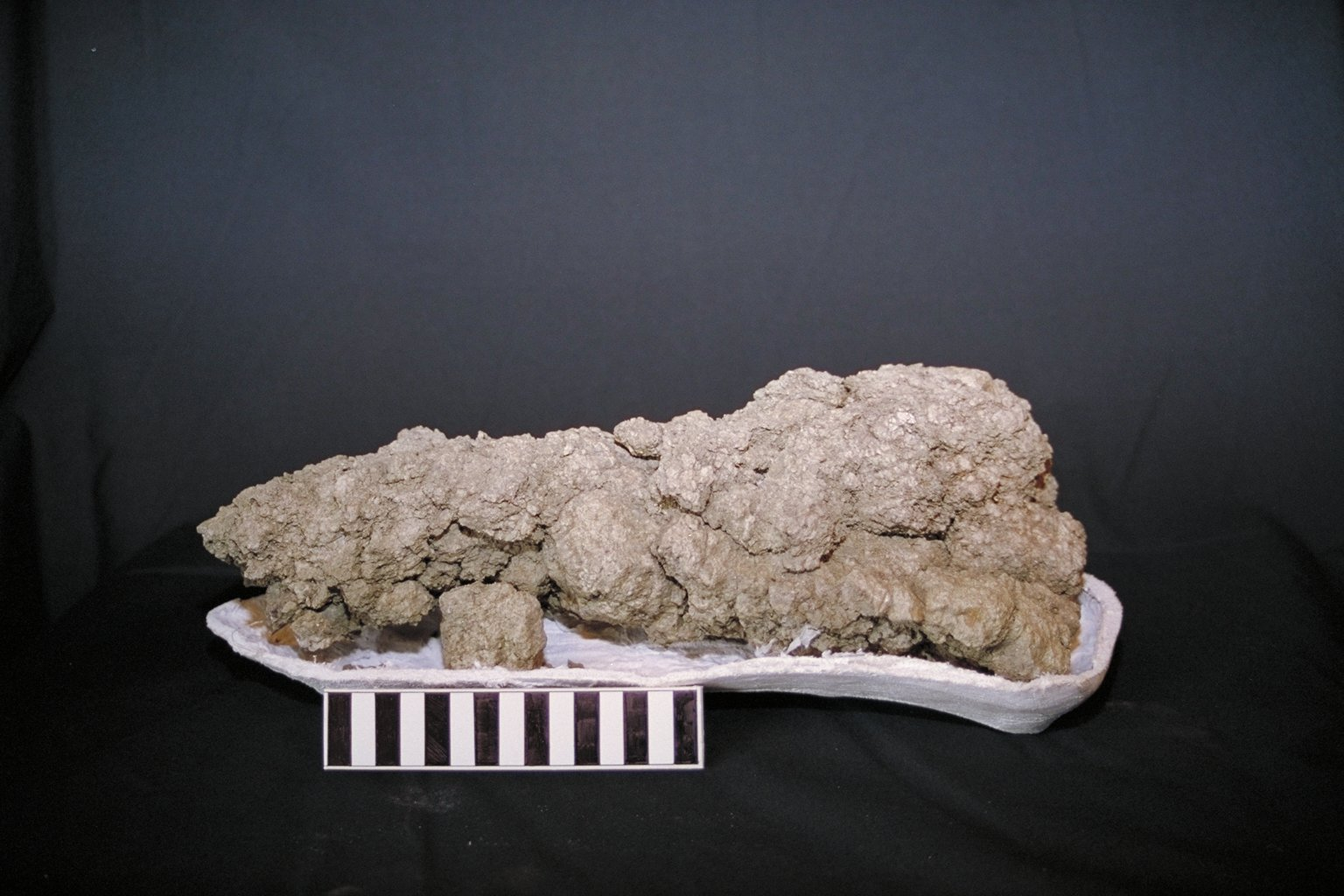
Копролиты плотоядных динозавров. Обнаружены на юго-западе Саскачевана

Копроли́ты (от др.-греч. κόπρος — «помёт» и λίθος — «камень») — ископаемые, окаменелые экскременты.

## Обзор

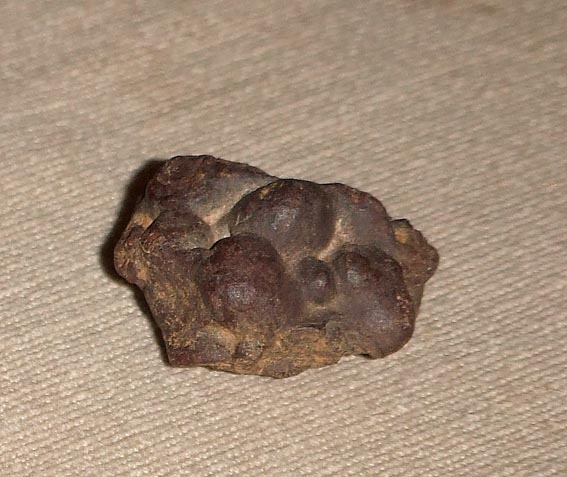
Копролит ящерицы из эоцена, найден в Бурунди

Копролиты были впервые научно интерпретированы Уильямом Баклэндом в 1829 году. До этого они были известны как «ископаемые шишки» и «безоаровые камни». В каменноугольных отложениях Германии внутри шаровидных стяжений сферосидерита встречены конические копролиты с неясными спиральными бороздами, которые приписываются архегозавру. Наконец, из меловых отложений как Германии, так и Англии давно известны разнообразные, напоминающие по форме то еловую, то лиственничную шишку, копролиты рыб (Macropoma и др.), имеющие от 2 до 5 см в длину и состоящие, главным образом, из фосфорнокислой извести. Найдены и описаны копролиты некоторых морских рептилий (Ichthyosaurus).
Копролиты отличают от палеофекалий. Как и в других окаменелостях, в копролитах большая часть органики заменена неорганическими минералами, такими как силикаты и карбонат кальция. В палеофекалиях же большая часть оригинального органического состава сохранилась и может быть исследована. Выделяют также уролиты — продукты эрозии, созданные истечением жидких испражнений и мочевых выделений.
Размер копролитов позвоночных животных порой достигает до 60 см в длину, имея овоидную или удлинённую форму с кольчатыми изгибами; цвет — от бурого до чёрного; основа химического состава — фосфат кальция. Размер копролитов беспозвоночных составляет от 0,06 до 2 мм; их иногда ещё называют фекальными пеллетами.

## Значение копролитов

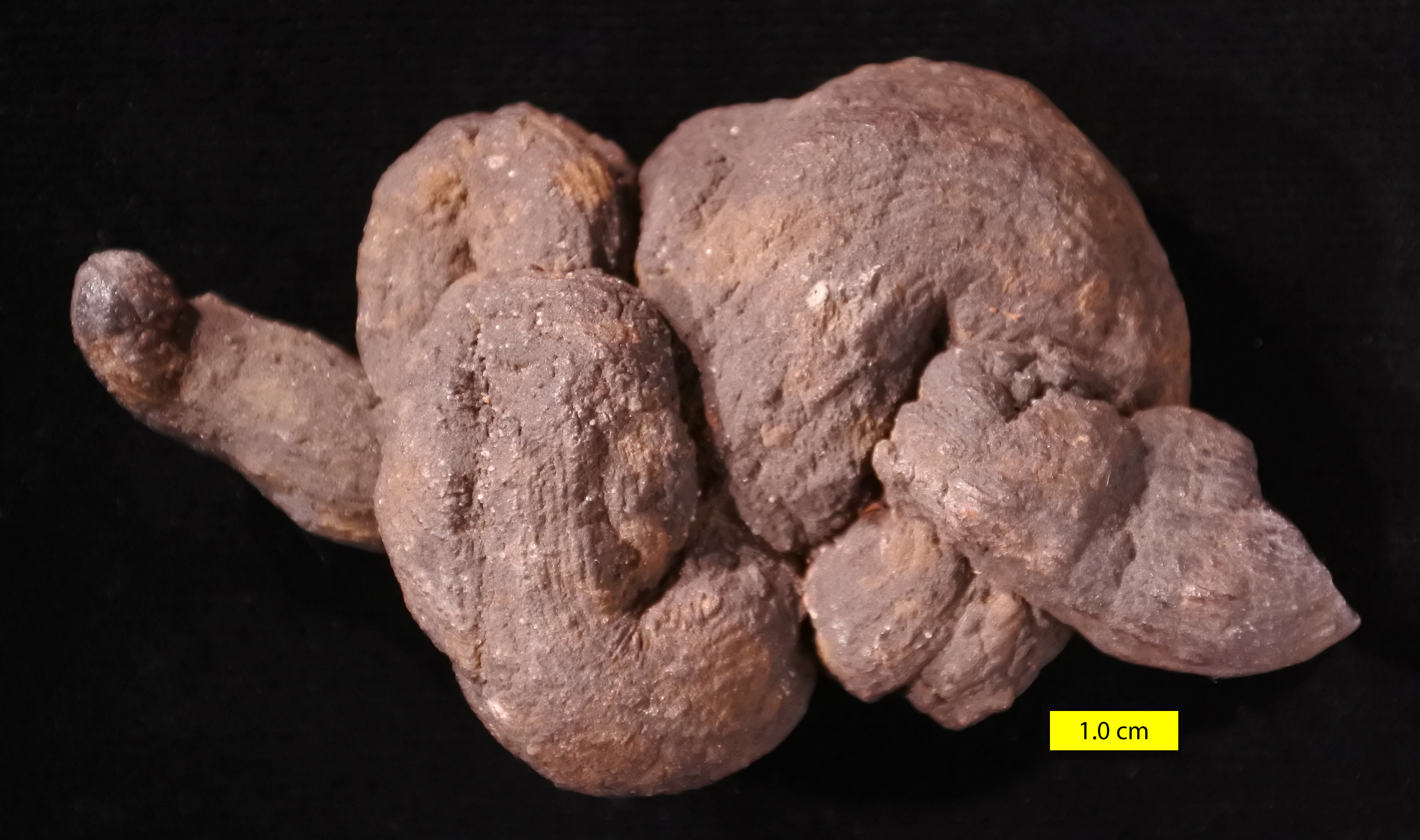
Миоценовый псевдокопролит из штата Вашингтон. Обычно принимается за копролит из-за своего реалистичного внешнего вида. На самом деле это изначально неорганическая порода (шкала внизу дана в миллиметрах)

Копролиты могут являться породообразующими, формируя отложения известняка, доломиты, фосфориты.
Копролиты имеют важное значение в палеонтологии. По наличию останков окаменелых костей в копролитах палеонтологи могут судить о рационе вымерших организмов. К примеру, копролиты ихтиозавров состоят из полупереваренных остатков головоногих, рыбьей чешуи, костей и т. п. веществ, связанных цементом углекислой и фосфорнокислой извести. А по наличию в окаменелостях копролитов сочетаний отдельных минералов, которые заметно присутствуют в определённых видах растений, можно судить не только о рационе, но и о наличии той или иной растительности миллионы лет назад. В другом случае, наличие человеческих белков в копролитах может быть использовано, чтобы точно определить наличие людоедских наклонностей в древних культурах. Найденные в копролитах человека и животных паразиты и их яйца также проливают новый свет на вопросы человеческих миграций древности, заболеваний прошлого и наличия одомашненных животных (см. археопаразитология и палеопаразитология).
Внешний вид копролитов даёт прямые свидетельства о деталях строения кишечника. Так, копролиты ихтиозавров имеют вид яйца или картофелины с более или менее ясными спиральными бороздами на поверхности, что дало возможность установить существование у ихтиозавров, как у современных акул и осетров, спиральной складки на внутренней поверхности кишок.
Только благодаря нахождению в древних геологических отложениях копролитов некоторых вымерших животных (таких как беспозвоночные) стало известно о их существовании в тот период времени.

## Использование копролитов в хозяйстве
В Германии и, особенно, в Англии, близ Йоркшира, копролиты ихтиозавров встречаются в таком значительном количестве в отложениях меловой системы, что употребляются как удобрение по богатому содержанию в них фосфорной кислоты. На шлифованной поверхности смесь этих остатков образует очень красивый рисунок, поэтому в Англии приготавливают из копролитов, шлифуя их, различные мелкие поделки. Промышленность по добыче и переработке копролитов на удобрение процветала в Англии с 1840-х до 1880 года, затем, после спада, вновь возродилась на короткое время в период Первой мировой войны, когда потребовался фосфат для боеприпасов.

## Примеры
В 2006 году на берегу Чесапикского залива были найдены два образца необычных копролитов крокодила со следами акульих зубов. Возраст окаменелости определён в 15 миллионов лет. По анализу отпечатков зубов акулы учёные определили, что она близка к современной тигровой. В 1972 году на месте строительства отделения Ллойд-банка в английском городе Йорк был найден копролит человека, относящийся к X веку — крупнейший из найденных на то время.